# Франкфурт (жіночий футбольний клуб)
Не варто плутати з іншим жіночим футбольним клубом «ФСВ Франкфурт», що існував у 1970—2006 роках.
«Айнтрахт» Франкфурт (нем. Eintracht Frankfurt) — німецький жіночий футбольний клуб з Франкфурта-на-Майні. До 2020 року мав назву «ФФК Франкфурт» (нім. FFC Frankfurt)

## Історія
У одному з районів міста Франкфурта-на-Майні — Праунхаймі в 1973 року було створено жіноче футбольне відділення. Команда під назвою SG Praunheim не брала участь у національних чемпіонатах чи кубкових турнірах, проте пройшла кваліфікацію в Бундеслігу на момент її створення в 1990 році.
1 січня 1999 року на базі «Праунхайма» було сформовано «ФФК Франкфурт». Клуб відразу ж досяг успіху вигравши Кубок Німеччини та чемпіонство у своєму першому сезоні.
В період з 2000 по 2003 рік «ФФК Франкфурт» виграв три дублі поспіль, а також піднявся на вершину європейського футболу, здобувши перемогу у дебютному сезоні жіночого Кубка УЄФА у 2002 році. Таким чином «ФФК Франкфурт» стали не тільки першими в історії володарками єврокубку, а і першою жіночою командою в Європі, що зробила континентальний требл.
Найбільш принциповим суперником для команди в ті часи був — Турбіне (Потсдам), який став головним конкурентом в Бундеслізі. Окрім спортивної конкуренції, це ще було і умовне політичне суперництво між Сходом та Заходом, адже команда з Потсдаму до цього були багаторазовими чемпіонками і кращою командою НДР.  У 2003-04 роках «Турбіне Потсдам» виграв одразу і  Бундеслігу і Кубок Німеччини, залишивши таким чином «ФФК Франкфурт» без трофеїв вперше за п'ять років. В 2005 році «Турбіне Потсдам» стали другою німецькою командою яка також виграла Кубок УЄФА.
Головне ж очне протистояння між двома командами трапилось, коли обидва клуби зустрілися у фіналі жіночого Кубка УЄФА 2006 року. Це був перший випадок коли в фіналі головного жіночого турніру Європи грали представники з однієї країни. Завдяки перемозі над «Потсдамом» з рахунком 4:0 у першому матчі, «ФФК Франкфурт» зміг здобути свій другий титул клубного чемпіона Європи. На фінал зібралася рекордна кількість глядачів, серед яких була навіть канцлер Німеччини Ангела Меркель.

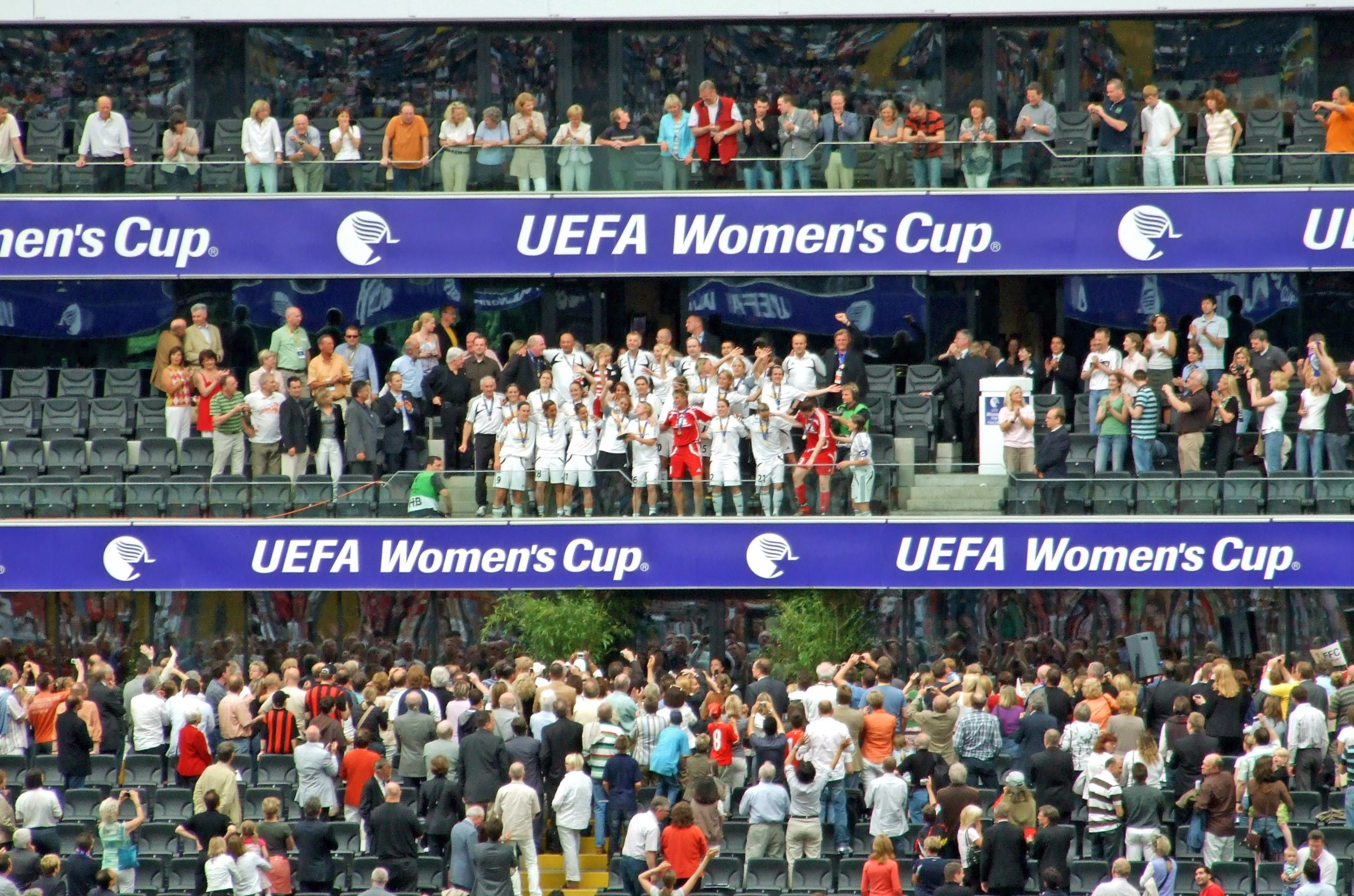
«ФФК Франкфурт» — володарки жіночого Кубку УЄФА-2008

Cвій другий требл «ФФК Франкфурт» виграв у сезоні 2007–08. Матч-відповідь фіналу Кубку УЄФА проти шведського «Умео» відвідало 27 640 осіб, що стало на той момент новим рекордом відвідуваності жіночого клубного футбольного матчу в Європі.
Четвертий свій євротрофей німецька команда виграла в 2015 році. У турніра на той час вже змінилась назва на Лігу чемпіонів, проте формат турніру тоді ще залишився без змін. В фіналі «ФФК Франкфурт» переграв французький «Парі Сен-Жермен».
У 2019 році клуб оголосив про пропоноване злиття з чоловічим футбольним клубом «Айнтрахт Франкфурт». Злиття було підтверджено і починаючи з 1 липня 2020 року, клуб тепер виступатиме як жіночий футбольний відділ «Айнтрахта».

## Досягнення
- Бундесліга:

Чемпіон (7): 1998/99, 2000/01, 2001/02, 2002/03, 2004/05, 2006/07, 2007/08
- Кубок Німеччини:

Володар Кубка (9): 1999, 2000, 2001, 2002, 2003, 2007, 2008, 2011, 2014
- Кубок УЄФА (Ліга чемпіонів УЄФА):

Володар Кубка (4): 2002, 2006, 2008, 2015